# Estación de Nonaspe
Nonaspe es una estación ferroviaria situada en el municipio español de Nonaspe, en la provincia de Zaragoza, comunidad autónoma de Aragón. La estación dispone de servicios de Media Distancia.

## Situación ferroviaria
La estación se encuentra en el punto kilométrico 479,9 de la línea férrea de ancho ibérico que une Miraflores con Tarragona, entre las estaciones de Fabara y de Fayón-Puebla de Masaluca, a 156 metros de altitud. El tramo es de vía única y está electrificado.

## Historia
La estación fue inaugurada el 15 de diciembre de 1893 con la apertura del tramo Caspe-Fayón de la línea férrea que unía Samper vía Reus con Roda de Bará por parte de la Compañía de los ferrocarriles de Tarragona a Barcelona y Francia o TBF. Unos años antes, en 1891 TBF había logrado un acuerdo de fusión con MZA que no se haría efectivo hasta 1899 y que permitía a MZA conectar Barcelona con Madrid vía Zaragoza. Aun así TBF mantuvo cierta autonomía dentro de la nueva compañía, autonomía que conservaría hasta 1936. En 1941, la gestión de la estación pasó a manos de RENFE tras nacionalizarse el ferrocarril en España. 
Desde enero de 2005 Adif es la titular de las instalaciones ferroviarias, mientras que Renfe Operadora explota la línea.

## La estación
El edificio para viajeros es un sencillo edificio de dos alturas, planta rectangular y disposición lateral a las vías. Posee dos andenes —uno lateral y otro central— y tres vías.
Se encuentra a escasos 900 m de las primeras casas de la población, cruzando el río Matarraña por un puente.

## Servicios ferroviarios

### Media Distancia
Renfe Operadora presta servicios de Media Distancia gracias a trenes Regional y Regional Exprés en los trayectos:
| Línea MD | Trenes          | Origen/Destino                     |  | Destino/Origen                |
| -------- | --------------- | ---------------------------------- |  | ----------------------------- |
| 34       | Regional Exprés | Zaragoza-Delicias Madrid-Chamartín |  | Barcelona-Estación de Francia |
| 34       | Regional        | Zaragoza-Delicias                  |  | Mora la Nueva                 |